# Burkina Faso na Letních olympijských hrách 2012
Burkina Faso se zúčastnila Letních olympijských her 2012 a zastupovalo ji 5 sportovců ve 3 sportech (2 muži a 3 ženy). Během zahájení her byla vlajkonoškou výpravy Séverine Nébié. Při zakončení her byla vlajkonoškou Angelika Ouedraogo. Nejmladší z výpravy byla atletka Marthe Koala, které bylo v době konání her 18 let. Nejstarším z výpravy byla Séverine Nébié, které bylo v době konání her 29 let. Nikomu z výpravy se během her nepodařilo získat medaili.

## Disciplíny

### Atletika
Pro 24letého Gérarda Kobéaného byl start na hrách v Londýně jeho olympijským debutem. Startoval v závodu mužů na 100 m. Nejprve nastoupil do 7. rozběhu, ve kterém dosáhl času 10,42 sekundy a z prvního místa postoupil do čtvrtfinále. V něm zaběhl čas 10,48 sekundy. Ve svém čtvrtfinálovém běhu tak skončil šestý a do dalšího kola nepostoupil. Celkově se umístil na 43. místě.
Marthe Koala, reprezentantka Burkiny Faso v běhu na 100 m překážek, startovala v Londýně ve svých 18 letech na svých prvních olympijských hrách. Ve svém rozběhu s časem 13,91 sekundy obsadila 7. místo a do dalšího kola nepostoupila. Celkově obsadila 39. místo.
| Sportovec      | Disciplína | Rozběh | Rozběh | Čtvrtfinále  | Čtvrtfinále  | Semifinále   | Semifinále   | Finále       | Finále       | Pořadí |
| Sportovec      | Disciplína | Čas    | Pořadí | Čas          | Pořadí       | Čas          | Pořadí       | Čas          | Pořadí       | Pořadí |
| -------------- | ---------- | ------ | ------ | ------------ | ------------ | ------------ | ------------ | ------------ | ------------ | ------ |
| Gérard Kobéané | 100 m      | 10,42  | 1. Q   | 10,48        | 6.           | nepostoupil  | nepostoupil  | nepostoupil  | nepostoupil  | 43.    |
| Sportovkyně    | Disciplína | Rozběh | Rozběh | Čtvrtfinále  | Čtvrtfinále  | Semifinále   | Semifinále   | Finále       | Finále       | Pořadí |
| Sportovkyně    | Disciplína | Čas    | Pořadí | Čas          | Pořadí       | Čas          | Pořadí       | Čas          | Pořadí       | Pořadí |
| Marthe Koala   | 100 m př.  | 13,91  | 7.     | nepostoupila | nepostoupila | nepostoupila | nepostoupila | nepostoupila | nepostoupila | 39.    |

### Judo
Séverine Nébié reprezentovala svou zemi v judu, ve váhové kategorii žen do 63 kg. V době konání her jí bylo 29 let a byl to její první olympijský start. Během zahajovacího ceremoniálu byla vlajkonoškou výpravy. V prvním kole se postavila nizozemské reprezentantce Elisabeth Willeboordseové, kterou však nedokázala porazit a do dalších bojů nepostoupila.
| Sportovec      | Disciplína    | 1/32     | 1/16                                       | Čtvrtfinále  | Semifinále   | Opravy 1     | Opravy 2     | Opravy 3     | Finále/Bronzová medaile | Finále/Bronzová medaile |
| Sportovec      | Disciplína    | Výsledek | Výsledek                                   | Výsledek     | Výsledek     | Výsledek     | Výsledek     | Výsledek     | Výsledek                | Výsledek                |
| -------------- | ------------- | -------- | ------------------------------------------ | ------------ | ------------ | ------------ | ------------ | ------------ | ----------------------- | ----------------------- |
| Séverine Nébié | ženy do 63 kg | Bye      | Elisabeth Willeboordseová 0001–1000 PROHRA | nepostoupila | nepostoupila | nepostoupila | nepostoupila | nepostoupila | nepostoupila            | nepostoupila            |

### Plavání
Oba reprezentanti Burkiny Faso v plavání mohli na hrách v Londýně startovat díky divoké kartě od Mezinárodní plavecké federace. Adama Ouedraogo ve svých 25 letech startoval na prvních olympijských hrách. Nastoupil do závodu na 50 m volným způsobem a s časem 25,26 sekundy celkově obsadil 41. místo.
18letá Angelika Ouedraogo startovala v Londýně na svých prvních olympijských hrách. Nastoupila do závodu na 50 m volným způsobem a s časem 32,19 sekundy obsadila celkově 63. místo.
| Sportovec          | Disciplína               | Rozplavba | Rozplavba | Semifinále   | Semifinále   | Finále       | Finále       |
| Sportovec          | Disciplína               | Čas       | Pořadí    | Čas          | Pořadí       | Čas          | Pořadí       |
| ------------------ | ------------------------ | --------- | --------- | ------------ | ------------ | ------------ | ------------ |
| Adama Ouedraogo    | 50 m volný způsob – muži | 25,26     | 41.       | nepostoupil  | nepostoupil  | nepostoupil  | nepostoupil  |
| Sportovkyně        | Disciplína               | Rozplavba | Rozplavba | Semifinále   | Semifinále   | Finále       | Finále       |
| Sportovkyně        | Disciplína               | Čas       | Pořadí    | Čas          | Pořadí       | Čas          | Pořadí       |
| Angelika Ouedraogo | 50 m volný způsob – ženy | 32,19     | 63.       | nepostoupila | nepostoupila | nepostoupila | nepostoupila |